# Jezera (Tisno)
Jezera falu Horvátországban Šibenik-Knin megyében. Közigazgatásilag Tisnóhoz tartozik. Tisno után a község második legnagyobb települése.

## Fekvése
Šibenik központjától légvonalban 21, közúton 30 km-re északnyugatra, községközpontjától 2 km-re délre Dalmácia középső részén, a Murter-sziget keletre néző, védett öblében fekszik. Belterülete azonban az öböltől északnyugati irányban hosszan, egészen a Lovišča-öbölig elnyúlik, ahol Jezera-Lovišća turistatelep található. A település az Adriaparti főúttól (Jadranske magistrale D8) 7 km-re a D12-es főúton Tisnon át érthető el.

## Története
Területe már az ókorban is lakott volt. 1938-ban a Podjasenovac-öbölben egy kőhalom alól két illír sír került elő. Hasonló halomsírok közül a környékén még sok található. Közülük is kitűnik egy nagy csonka kúp alakú halom, melynek tetejére csigavonalban lehet feljutni. Ezt a nép Pudaricának nevezi, mivel régen a "pudarok" (pudari), azaz a mezőőrök innen őrizték a környező mezőket. Krsto Stošić „Sela šibenskog kotara”, azaz a „Šibeniki körzet falvai” című 1941-ben megjelent művében felhívja a figyelmet, hogy a Murtar- (sv. Nikola) öböl feletti, ma szőlőkkel, gyümölcsösökkel és olajfákkal borított magaslaton az ókorban az illírek vára állt, amely az öböl feletti őrhelyként szolgált. Ez vár lett később a betelepülő horvátok ajkán előbb a hegy, az öböl majd az egész sziget névadója, mivel a „Mor – tar” jelentése tengeri erőd volt.
Jezera első írásos említése 1298-ban, a šibeniki püspökség alapításakor történt. Neve onnan származik, hogy a múltban a falutól délnyugatra az esővizet át nem eresztő talaj miatt egy nagyobb mocsaras tó (horvátul: jezero) keletkezett és amelyet a malária megfékezése miatt a 20. század elején kiszárítottak. Egy másik vizes területet Lokvának neveznek, ez esős időszakban megtelik vízzel. A település három elkülönült részből áll, melyek különböző időszakban alakultak ki. A part menti első házak a 18. század közepén épültek fel, közülük a nagyobbak nyaraló jellegűek voltak. Ez Jezera legfiatalabb része, melyet Morénak neveznek. Azelőtt a tengeri rablók támadásai miatt a parttól távolabb mintegy ötszáz méterre alakult ki a két régebbi településrész Selo és Košuluk.  1797-ben a Velencei Köztársaság megszűnésével a Habsburg Birodalom része lett. 1806-ban Napóleon csapatai foglalták el és 1813-ig francia uralom alatt állt. A településnek 1857-ben 492, 1910-ben 707 lakosa volt. Lakói régebben szőlő-, gyümölcs- és olajbogyó termesztéssel, halászattal, hajózással, homok- és kőbányászattal foglalkoztak. Kevés megművelhető földdel rendelkeztek, ezért számos környező szigeten, főként Kaprijén és Žirjén, valamint kisebb részben Kornatin is voltak birtokaik. A gazdaság fő bevételi forrását mégis a halászat és a hajózás adta. A Murter-szigeten a jezeraiak rendelkeztek a legtöbb halásszal és tengerésszel. Az I. világháború után rövid ideig az Olasz Királyság, ezután a Szerb-Horvát-Szlovén Királyság, majd Jugoszlávia része lett. Lakossága 2011-ben 886 fő volt. Fő megélhetési forrásuk ma már a turizmusból származik.

## Lakosság
| Lakosság változása | Lakosság változása | Lakosság változása | Lakosság változása | Lakosság változása | Lakosság változása | Lakosság változása | Lakosság változása | Lakosság változása | Lakosság változása | Lakosság változása | Lakosság változása | Lakosság változása | Lakosság változása | Lakosság változása | Lakosság változása |
| ------------------ | ------------------ | ------------------ | ------------------ | ------------------ | ------------------ | ------------------ | ------------------ | ------------------ | ------------------ | ------------------ | ------------------ | ------------------ | ------------------ | ------------------ | ------------------ |
| 1857               | 1869               | 1880               | 1890               | 1900               | 1910               | 1921               | 1931               | 1948               | 1953               | 1961               | 1971               | 1981               | 1991               | 2001               | 2011               |
| 492                | 542                | 567                | 610                | 644                | 707                | 804                | 829                | 959                | 938                | 936                | 894                | 784                | 838                | 841                | 886                |

## Nevezetességei
A jezeraiak mindig vallásos emberek voltak, akiknek szükségük volt templomokra. Ezért több templom is épült a településen, melyek Szent Miklós, Szent Rókus, Szent Konstancia, Szent János tiszteletére voltak szentelve.
- A Gyógyító boldogasszony tiszteletére szentelt főtemplomot[4] 1722-ben a korčulai Jure Foretić mester építette. A templom egyhajós barokk épület egy fő és két mellék kápolnával. Hét oltára van, melyek közül kiemelkedik a főoltár Szűz Mária és a kis Jézus aranyozott ezüst domborművével. Különösen értékes a Hétfájdalmú Szűzanya oltára, melyet az egyik legszebb fából faragott oltárnak tartanak egész Dalmáciában.
- A kikötőben álló Szent János templom[5] a 17. században épült. Egyszerű, szabálytalan kövekből épített, vakolat és apszis nélküli négyszögletes alaprajzú épület a homlokzat feletti haragdúccal.
- A mezőn levő Szent Rókus templom[6] 16. századi. A levéltári dokumentumok 1672-ben említik először. Kőből épült és részben vakolt, észak-déli tájolású épület, melynek főhomlokzata déli fekvésű. A templom egyszerű téglalap alaprajzú, apszis nélkül. Elöl az ajtót kőkerettel látták el. A homlokzat tetején egy magas harangdúc található. Az oldalsó homlokzatokon nincsenek nyílások.
- A Kružka-hegyen álló Szent Konstancia templom[7] 1780-ban épült fogadalmi templomként hálából a maláriától és a vele járó magas láztól való megmenekülésért. Építői legnagyobbrészt e betegségen átesett lakosok voltak. A második világháborúban megrongálódott, de 1994-ben újjáépítették.
- A Murtar-öbölben, melyet Szent Miklós-öbölnek is neveznek található a 15. századi Szent Miklós templom.[8] Egyszerű, nyugat-keleti tájolású, apszis nélküli négyszögletes alaprajzú épület a homlokzat feletti haragdúccal. Ez a templom is súlyosan megrongálódott, de később újjáépítették.
- A település központi terén 10 méter magas obeliszket állítottak a második világháborúban elesett jezeraiak emlékére.

## Turizmus
Jezera ma Dalmácia egyik legfejlettebb turistaközpontja. A település és környezetének szépségéért, rendezettségéért néhány éve elnyerte a Horvát Turisztikai Egyesület „Kék virág” kitüntetését. Közvetlenül a strand közelében található a szálloda és a jachtkikötő is, mely Dalmácia egyik legkiépítettebb és legkörnyezetbarátabb ilyen létesítménye és amely megkapta a „Kék zászló” elismerést is. A település északnyugati végében levő Lovišća-öbölben turistatelep és a Jezera-Lovišća autóskemping található. Mindkettő szintén nemzetközileg is elismert létesítmény és az európai turisták egyik kedvelt célpontja. Rajtuk kívül a településen még két autóskemping található a More és a Stella Maris a Podjasenovac-öbölben. Jezera kedvelt kirándulóközpont is, hiszen a Jezerai-öbölből több kirándulóhajó indul a közeli szigetekre, a Kornati Nemzeti Parkba és a Krka-folyó vízeséseihez.

## Kultúra
A település kulturális és művészeti egyesületét a "KUD Koledišće Jezera" egyesületet 1970-ben alapították, de a szervezett kulturális élet már a 19. század végén megkezdődött. Az egyesület nevét a régi jezerai térről a Koledišćéről kapta, ahol egykor a helyiek a hagyományosan meggyújtott tűz mellett összejöttek, táncoltak, énekeltek, lakmároztak. A Koledišćén öröklődtek generációkon át nagyapákról unokákra a helyi népszokások, táncok és énekek. Az egyesület tagjai felléptek az ország összes jelentős fesztiválján, de külföldön Törökországban, Szlovákiában, Svájcban, Franciaországban, Szlovéniában, Ausztriában és máshol is nagy sikerrel mutatva be művészetüket. Fellépéseiken számos díjban részesültek. 1996-ban a Horvát Televízió néprajzi tárgyú filmjében szerepeltek, ahol egy jezerai tengerészballadát adtak elő és a néprajzi filmek nemzetközi fesztiválján a francia néprajzi szövetség különdíját nyerték el. A Jezerai tengeri napok egy olyan július közepétől szeptember elejéig tartó rendezvénysorozat, amely több szórakoztató, kulturális és sportrendezvényt foglal magába. Ezek közül kiemelkedik a " Kako su živili i feštali naši stari " (Hogyan éltek és szórakoztak az öregjeink), " Večer čakavske poezije i folklora " (A ča nyelvjárás vers és folklórestje), " Ribarska fešta " (Halászfesztivál) és a  " Jezerska gastro večer " (Jezerai gasztronómiai est).

## Sport
- Az MNK Jezera egy kispályás labdarúgóklub, melynek pályája a "Brošćica" településrészen található. 2009 óta tribünnel rendelkező műfüves pálya ahol a többi dalmáciai kispályás klubot látják vendégül.
- A településen horgász sportegyesület is működik, mely évente nemzetközi versenyt is rendez.  Big Game Fishing világszerte ismert és nagy nemzetközi érdeklődésnek örvend.
- A település asztalitenisz klubja a Pudarica.
- Jezara körül számos turistaút és az olajfaültetvényeken, fenyőerdőkön át vezető ösvény található, melyek a sétára, kerékpározásra kiválóan alkalmasak. A vendégek körében népszerű a nordic walking is.

## Fordítás
Ez a szócikk részben vagy egészben  a   Jezera című horvát Wikipédia-szócikk ezen változatának fordításán alapul.  Az eredeti cikk szerkesztőit annak laptörténete sorolja fel. Ez a jelzés csupán a megfogalmazás eredetét és a szerzői jogokat jelzi, nem szolgál a cikkben szereplő információk forrásmegjelöléseként.